# هری براون
هری براون (انگلیسی: Harry Brown؛ ‏۳۰ آوریل ۱۹۱۷ – ۲ نوامبر ۱۹۸۶) شاعر، فیلم‌نامه‌نویس و رمان‌نویس اهل ایالات متحده آمریکا بود.
وی در سال ۱۹۵۱ میلادی، بابت نگارش فیلم‌نامهٔ مکانی در آفتاب، برندهٔ جایزه اسکار بهترین فیلم‌نامه اقتباسی شد.